# To Kill a King (Film)
To Kill a King ist ein britisches Filmdrama des Regisseurs Mike Barker aus dem Jahr 2003. Es hat den aufkeimenden und später eskalierenden Konflikt der Freunde und gemeinsamen Kampfgefährten im Englischen Bürgerkrieg, Oliver Cromwell und Lord Thomas Fairfax, zum Gegenstand. Dieser Gegensatz bricht nach dem Sieg über den König zwischen den beiden aus und entzündet sich an entgegengesetzten Vorstellungen, wie mit den ehemaligen Gegnern umzugehen sei. In Deutschland ist der Film seit dem 12. Februar 2009 auf DVD erhältlich.

## Handlung
Gemeinsam haben der Oberbefehlshaber der parlamentarischen Armee, Lord Thomas Fairfax, und sein Stellvertreter und Freund Oliver Cromwell im englischen Bürgerkrieg gegen König Karl I. gekämpft. Dieser hatte versucht, mit Gewalt eine absolutistische Herrschaft durchzusetzen. Nun, 1645, ist er besiegt und ein Gefangener des Parlamentes. Es bleibt den Siegern kaum Zeit, ihren Sieg zu feiern, denn schon bald brechen Interessenskonflikte zwischen den verschiedenen Parlamentsgruppen auf. Während die reichen Kaufleute unter Führung des Parlamentsvorsitzenden Holles den König schon bald wieder in sein Amt einsetzen wollen, fordern die Puritaner und allen voran Oliver Cromwell zuvor die Verbriefung der Rechte des Parlaments und der Bürger.
Der gefangene König versteht es anfangs geschickt, Zwietracht zwischen den einzelnen Parteien zu säen, um auf diese Weise seine alte Machtstellung wiederzuerlangen. Er zieht den Sprecher des Parlaments (Holles) und mit ihm einen Teil der reichen Kaufleute heimlich auf seine Seite. Ihr Verrat wird aber schon bald entdeckt und die Verschwörer mit Hilfe der Armee verhaftet. Gleichzeitig wird der König von Soldaten an einen geheimen Ort gebracht. Nur Holles kann fliehen, weil er rechtzeitig einen geheimen Hinweis von seinem Freund Thomas Fairfax erhalten hat, auch wenn dieser zunächst weiter auf der Seite von Cromwell steht und die Verhaftungen leitet.
Obwohl erneut besiegt gibt der König seine Idee vom Gottesgnadentum nicht auf. Um den drohenden Prozess abzuwenden, versucht Fairfax in einem letzten Vermittlungsversuch den König zur Unterschrift unter den Verfassungsvertrag zu bewegen. Der König lehnt in Verkennung der tatsächlichen Machtverhältnisse die Forderungen des Parlaments kategorisch ab und zerreißt den ihm angebotenen Verfassungsvertrag.
Lady Fairfax befindet sich aufgrund alter Anhänglichkeit an den König zwischen ihrem Mann und der königstreuen Familie ihres Vaters in einem Loyalitätskonflikt. So verrät sie Anhängern des Königs in einer schwachen Stunde den geheimen Aufenthaltsort. Der König wird aus seiner Gefangenschaft befreit, wodurch eine Fortsetzung des Bürgerkrieges droht. Doch schon bald kann Cromwell mit seinen Soldaten den König wieder gefangen nehmen. Durch ihr Verhalten bringt sich Lady Fairfax und ihren Mann in eine lebensgefährliche Situation. Aus Freundschaft zu Fairfax verzichtet Cromwell auf eine Anklage gegen Lady Fairfax.
Nun wird der König des Hochverrats angeklagt. Das Todesurteil steht schon vorher fest. Die Geschworenen werden gezielt von Cromwell unter Druck gesetzt, um das gewünschte Ergebnis zu erzielen. Fairfax erkennt das erst, als er als letzter das Dokument unterzeichnen soll – was er aber verweigert. Er verlässt enttäuscht mit seiner Frau London und beteiligt sich nicht an der politischen Neuordnung Englands. Karl I. wird schuldig gesprochen, zum Tode verurteilt und hingerichtet.
Nach seiner Exekution übernimmt Cromwell endgültig die Herrschaft. Er versöhnt sich noch einmal mit Fairfax, der erkennen musste, dass die Familie seiner Frau unbeirrt die Restauration einer absolutistischen Herrschaft des Sohnes des Königs betreibt. Doch statt das Volk zu versöhnen wird Cromwell immer rücksichtsloser und dadurch immer verhasster. Bald ist er als Lordprotektor mächtiger als der alte König. Fairfax kann und will das nicht akzeptieren. Diesmal verlässt er Cromwell endgültig und zieht sich ins Privatleben zurück. Erst nach Jahren treffen sich die beiden wieder, als Cromwell kurz vor seinem Tod steht.

## Charaktere
Lord Fairfax ist ein erfolgreicher und bei der Armee beliebter Heerführer. In der Politik ist er dagegen wenig erfahren. Er ist hin- und hergerissen zwischen den verschiedenen Interessengruppen. Er will den Ausgleich, auch wenn er zunächst seinen alten Kampfgefährten Cromwell unterstützt. Doch mit dessen zunehmender Radikalisierung wendet er sich letztlich von ihm ab, selbst wenn er bis zuletzt sein Freund bleibt.
Lady Fairfax möchte wie ihr Vater am liebsten die alte Ordnung mit einem absoluten König an der Spitze wiederhergestellt sehen. Ihr sind die Freunde ihres Mannes um Oliver Cromwell suspekt, auch wenn sie ihm in seinen Entscheidungen folgt. Aber auch sie steht zwischen den Parteien, denn die Familie ihres Vaters akzeptiert den von ihr geliebten Ehemann nicht, zu dem sie standhaft hält.
König Karl I. ist starrsinnig und nicht bereit, auch nur einen Schritt auf seine Gegner zuzugehen. Er intrigiert und versucht, sie gegeneinander auszuspielen. Dabei schätzt er die tatsächlichen Machtverhältnisse und seine eigene schwache Position vollkommen falsch ein. Das kostet ihn zuletzt den Kopf.
Cromwell ist jähzornig und vielfach unbeliebt. Er hat vor niemandem Angst und weiß genau, was er will. Im politischen Kampf ist er in seinem Element. Er entwickelt sich im Laufe des Films allmählich von einem mutigen Verteidiger der Rechte der Bürger zu einem brutalen Gewaltherrscher, schlimmer als es König Karl war.

## Kritik
An einigen Stellen weicht die Filmstory von der historischen Überlieferung ab. So war Cromwell in Wirklichkeit ein überaus fähiger Feldherr und nicht jemand, der nicht zwischen Norden und Süden unterscheiden konnte. Der sogenannte zweite Bürgerkrieg, nach dessen Abschluss der König angeklagt und dann hingerichtet wurde, kommt im Film gar nicht vor. Ebenso wenig spielen die religiösen Gegensätze eine Rolle. Dafür sind die unterschiedlichen Charaktere umso stärker herausgearbeitet. Rotten Tomatoes zählte fünf Kritiken, die sich mit dem Film befassten, davon waren 3 positiv.

## Hintergrund
Der Film spielt in der Zeit des englischen Bürgerkriegs und der englischen Republik, etwa zwischen 1645 und 1658, dem Todesjahr von Oliver Cromwell. Ort der Handlung ist vor allem London.
Der Film wurde in England gedreht. Unter anderem in Kents Dover Castle (der einmal als Tower of London und als Penshurst Place in Tonbridge dient). Auch in der Harrow School, dem Ham House und dem Hampton Court Palace wurde gedreht.

## Preise und Nominierungen
Der Film war für folgende Preise nominiert:
- 2003: 25. Internationales Filmfestival Moskau – Beste Regie: Mike Barker[4]
- 2003: Internationales Filmfest Emden-Norderney – Beste Regie: Mike Barker
- 2004: BAFTA Awards – Bestes Drehbuch: Jenny Mayhew